# نیلا تانارو
نیلا تانارو (به ایتالیایی: Niella Tanaro) یک کومونه در ایتالیا است که در استان کونیو واقع شده‌است. نیلا تانارو ۱۵٫۶ کیلومتر مربع مساحت و ۱٬۰۲۱ نفر جمعیت دارد.